# العلاقات البوليفية المدغشقرية
العلاقات البوليفية المدغشقرية هي العلاقات الثنائية التي تجمع بين بوليفيا ومدغشقر.

## مقارنة بين البلدين
هذه مقارنة عامة ومرجعية للدولتين:
| وجه المقارنة                                              | بوليفيا                                          | مدغشقر                      |
| --------------------------------------------------------- | ------------------------------------------------ | --------------------------- |
| المساحة (كم2)                                             | 1.10 مليون                                       | 587.04 ألف                  |
| عدد السكان (نسمة)                                         | 11.05 مليون                                      | 25.57 مليون                 |
| الكثافة السكانية (ن./كم²)                                 | 10.05                                            | 43.56                       |
| العاصمة                                                   | سوكري، لاباز                                     | أنتاناناريفو                |
| اللغة الرسمية                                             | اللغة الإسبانية، اللغة الأيمرية، كتشوا، غوارانية | اللغة الملغاشية، لغة فرنسية |
| العملة                                                    | بوليفاريو بوليفي                                 | أرياري مدغشقري              |
| الناتج المحلي الإجمالي (بليون دولار)                      | 37.51 مليار                                      | 11.50 مليار                 |
| الناتج المحلي الإجمالي (تعادل القوة الشرائية) بليون دولار | 74.58 مليار                                      | 35.51 مليار                 |
| الناتج المحلي الإجمالي الاسمي للفرد دولار أمريكي          | 3.08 ألف                                         | 401                         |
| الناتج المحلي الإجمالي للفرد دولار أمريكي                 | 6.63 ألف                                         | 1.44 ألف                    |
| مؤشر التنمية البشرية                                      | 0.662                                            | 0.510                       |
| رمز المكالمات الدولي                                      | +591                                             | +261                        |
| رمز الإنترنت                                              | .bo                                              | .mg                         |
| المنطقة الزمنية                                           | 00                                               | ت ع م+03:00                 |

## منظمات دولية مشتركة
يشترك البلدان في عضوية مجموعة من المنظمات الدولية، منها:
| علم المنظمة | اسم المنظمة                        | تاريخ انضمام بوليفيا | تاريخ انضمام مدغشقر |
| ----------- | ---------------------------------- | -------------------- | ------------------- |
|             | الاتحاد البريدي العالمي            | ?                    | ?                   |
|             | مؤسسة التنمية الدولية              | 21 يونيو 1961        | 25 سبتمبر 1963      |
|             | منظمة حظر الأسلحة الكيميائية       | ?                    | ?                   |
|             | منظمة التجارة العالمية             | 12 سبتمبر 1995       | ?                   |
|             | الأمم المتحدة                      | 14 نوفمبر 1945       | 20 سبتمبر 1960      |
|             | وكالة ضمان الاستثمار متعدد الأطراف | 3 أكتوبر 1991        | 8 يونيو 1988        |
|             | منظمة الشرطة الجنائية الدولية      | ?                    | ?                   |
|             | مؤسسة التمويل الدولية              | 20 يوليو 1956        | 27 سبتمبر 1963      |
|             | الاتحاد الدولي للاتصالات           | 1 يونيو 1907         | 11 مايو 1961        |
|             | البنك الدولي للإنشاء والتعمير      | 27 ديسمبر 1945       | 25 سبتمبر 1963      |
|             | يونسكو                             | 13 نوفمبر 1946       | 10 نوفمبر 1960      |

## وصلات خارجية
- موقع وزارة الخارجية البوليفية